# 왕립예술원

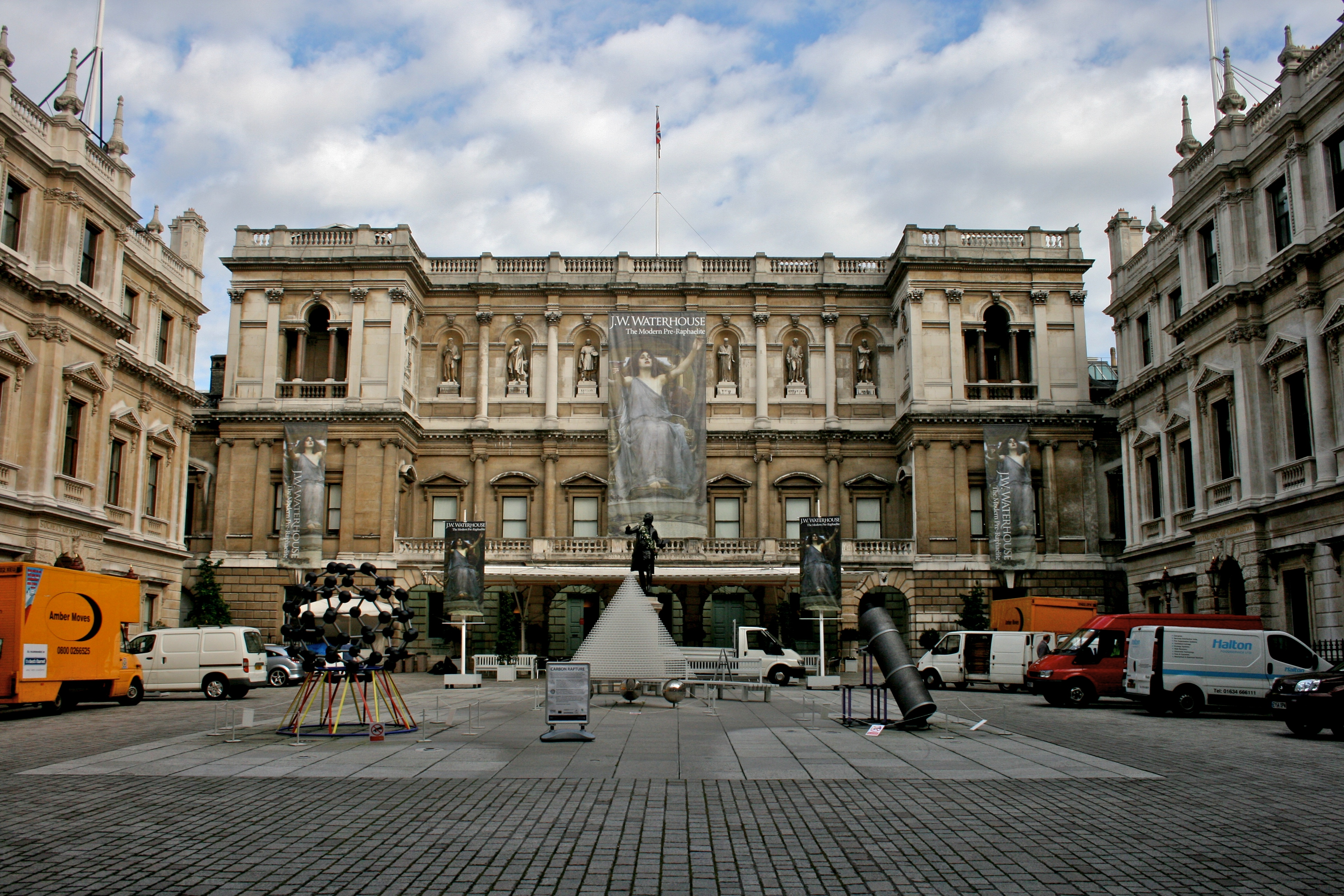

왕립예술원(영어: Royal Academy of Arts 로열 아카데미 오브 아츠[*], RA)는 잉글랜드 런던 피카딜리 벌링턴 하우스에 있는 미술학교이자 학회이다. 박물관이 병설되어 있다. 현재는 3년제 대학원 수준의 교육을 실시하고 있다.
왕립예술원은 1769년에 개교했다. 초대 교장은 조슈아 레이놀즈이며, 현재 정원에 레이놀즈의 동상이 세워져 있다. 아카데미가 소재한 벌링턴 하우스에는 예전에 런던 대학교의 본부가 놓여져 있던 적도 있었다.
왕립학회와 마찬가지로 이름은 왕립이지만 왕실과 정부로부터 지원을 받고 있지 않다. 수입원 중 하나는 미술 전시회이다. 매년 두 번의 전시회를 개최하는데, 한 번은 저명한 예술가들의 작품을 전시하고, 또 한 번은 현재 활동하고 있는 예술가들의 작품을 전시한다. 전시회의 수익금은 가난한 젊은 예술가를 지원하는 데 쓴다.